# Diplomatic Reception Room

Piano terra della Casa Bianca che mostra l'ubicazione della Diplomatic Reception Room.

La Diplomatic Reception Room (traducibile in italiano come Sala Ricevimento Diplomatico) è una delle quattro stanze ovali della Executive Residence della Casa Bianca. Si trova al piano terra ed è utilizzata come ingresso dal South Lawn e come sala di ricevimento per gli ambasciatori stranieri, una cerimonia precedentemente condotta nella Blue Room. La stanza è inoltre il punto di ingresso alla Casa Bianca per i capi di stato in visita, dopo la cerimonia di arrivo che si svolge sul South Lawn.
La stanza ha quattro porte, che conducono alla Map Room, al Center Hall, alla China Room e ad un vestibolo che si affaccia sul South Lawn.

## Storia
Per i primi cento anni dalla sua costruzione, i locali al piano terra della Casa Bianca furono utilizzati come aree di servizio, ripostigli e luoghi di lavoro per il personale domestico; la Diplomatic Reception Room non faceva eccezione in quanto nel 1837, durante l'amministrazione Van Buren, venne installata una fornace per il primo sistema di riscaldamento centralizzato dell'edificio. Successivamente le caldaie a vapore sostituirono il sistema a gravità, rimanendo però nello stesso locale fino alla ristrutturazione di McKim, Mead e White del 1902. 

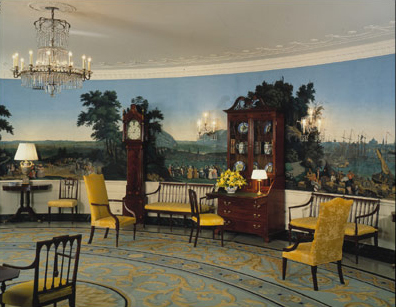
Lato ovest della Diplomatic Reception Room che mostra la carta da parati panoramica Zuber et Cie Scene del Nord America.

Tale ristrutturazione, avvenuta sotto la presidenza di Theodore Roosevelt, riconfigurò radicalmente il piano terra: vennero rimossi e sostituiti gli strati di assi del pavimento in decomposizione, molte nuove stanze vennero rifinite con un rivestimento in gesso e vennero creati un salotto e dei bagni per gli ospiti. La sala ovale venne ristrutturata al fine di collegare le nuove ali est e ovest dell'edificio senza intaccare i soffitti a volta a crociera di James Hoban, che erano motivo di ammirazione per l'architetto Charles Follen McKim. Tuttavia, sebbene la stanza fosse molto migliorata ed era divenuta parte integrante dello spazio abitativo e non più un semplice locale di servizio, rimase considerata un come semplice luogo di passaggio. 

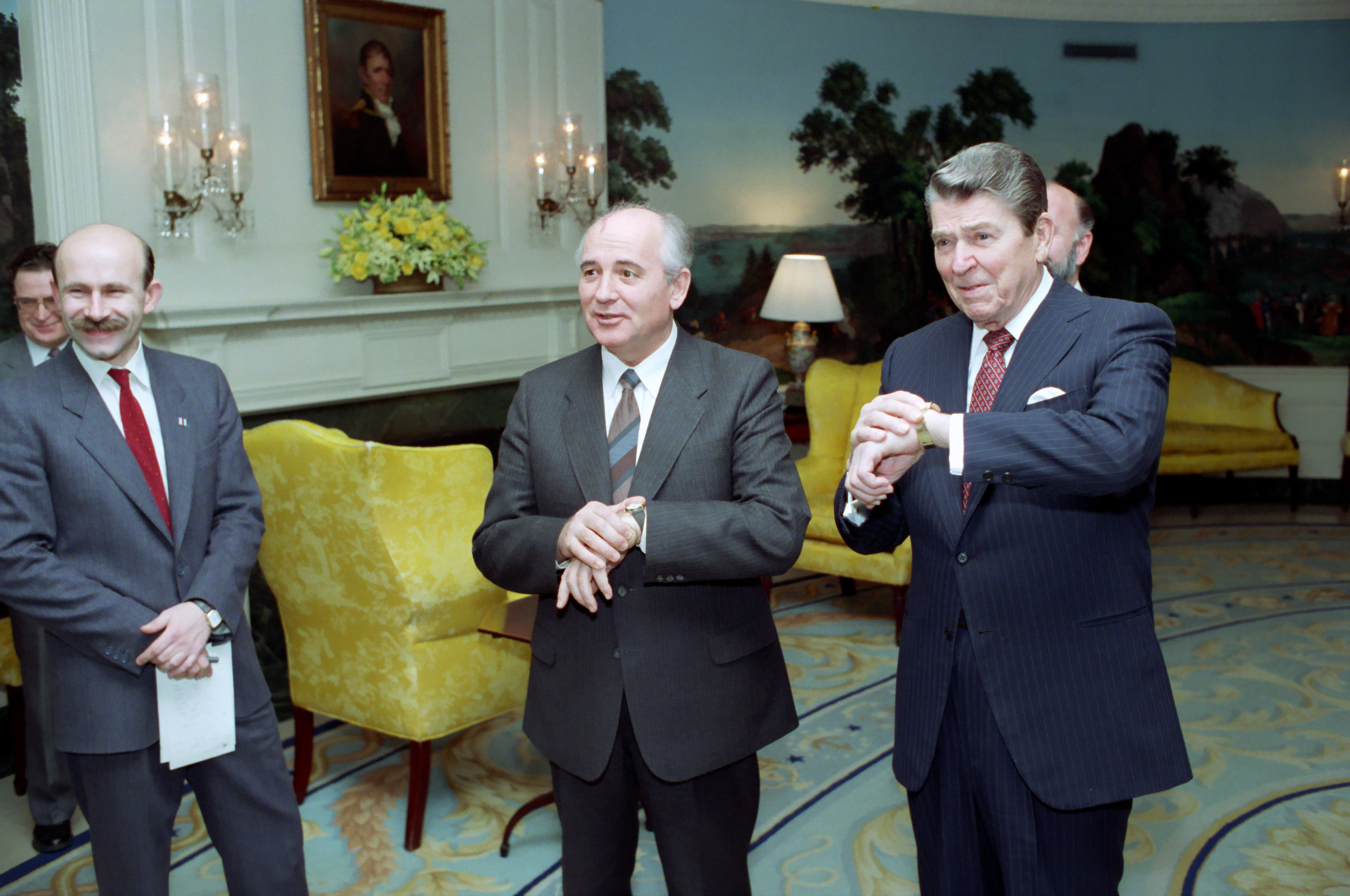
Il presidente Reagan e il segretario generale sovietico Gorbaciov nella Diplomatic Reception Room della Casa Bianca.

Nel 1935 il presidente Roosevelt fece aprire nella sala un camino, da dove conduceva le sue "chiacchierate davanti al fuoco" (Fireside chats). L'architetto della Casa Bianca Lorenzo Winslow progettò una cappa ed una mensola del camino che, sebbene intese per apparire come tradizionali, evocavano sottilmente l'Arte Moderna. 
Ricostruita dal presidente Truman come salotto, la sala è stata nuovamente ristrutturata nel 1960 durante l'amministrazione Eisenhower in stile federale, con oggetti d'antiquariato selezionati dall'interior designer newyorkese Michael Greer. 
Nel 1962, grazie ai consigli dell'esperto di antiquariato americano Henry Francis du Pont, la First Lady Jacqueline Kennedy fece tappezzare la stanza con carta da parati scenica francese antica prodotta da Jean Zuber et Cie a Rixheim (Francia) del 1834. La carta da parati Zuber, intitolata Scene del Nord America, è stata stampata da più blocchi di legno e presenta scene del porto di Boston, il Natural Bridge in Virginia, West Point, le Cascate del Niagara e il porto di New York. L'ampio panorama sulle pareti ellittiche crea un senso di spazio, annullando la mancanza di finestre. 

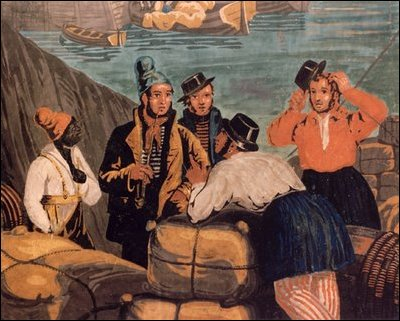
Particolare della carta da parati panoramica Zuber et Cie Scene del Nord America che mostrano il porto di Boston. Gli uomini afroamericani raffigurati indossano berretti frigi come segno del loro status di uomini liberi.

Furono aggiunti alcuni mobili come una scrivania-libreria in mogano realizzata ad Annapolis nel 1797 (che precedentemente si trovava nella Kennedy Green Room), una serie di sedie ed un paio di divani, attribuiti alla bottega degli ebanisti newyorkesi Abraham Slover e Jacob Taylor.
Un grande tappeto ricopre il pavimento che, in tonalità blu e oro, raffigura i sigilli o gli stemmi dei cinquanta Stati sul bordo ellittico, realizzato appositamente per la stanza nel 1983. Infine un lampadario inglese in stile Regency in vetro molato e applique in cristallo a tre bracci, illumina la stanza.